# Glenwood (Utah)
Glenwood és una població dels Estats Units a l'estat de Utah. Segons el cens del 2000 tenia 437 habitants.

## Demografia
Segons el cens del 2000, Glenwood tenia 437 habitants, 140 habitatges, i 120 famílies. La densitat de població era de 312,5 habitants per km².
Dels 140 habitatges en un 38,6% hi vivien nens de menys de 18 anys, en un 82,9% hi vivien parelles casades, en un 3,6% dones solteres, i en un 13,6% no eren unitats familiars. En el 13,6% dels habitatges hi vivien persones soles el 8,6% de les quals corresponia a persones de 65 anys o més que vivien soles. El nombre mitjà de persones vivint en cada habitatge era de 3,12 i el nombre mitjà de persones que vivien en cada família era de 3,44.
Per edats la població es repartia de la següent manera: un 30,9% tenia menys de 18 anys, un 10,8% entre 18 i 24, un 18,8% entre 25 i 44, un 26,3% de 45 a 60 i un 13,3% 65 anys o més.
L'edat mediana era de 36 anys. Per cada 100 dones de 18 o més anys hi havia 105,4 homes.
La renda mediana per habitatge era de 45.192 $ i la renda mediana per família de 47.396 $. Els homes tenien una renda mediana de 31.875 $ mentre que les dones 19.286 $. La renda per capita de la població era de 14.571 $. Entorn del 2,3% de les famílies i el 6% de la població estaven per davall del llindar de pobresa.

## Poblacions més properes
El següent diagrama mostra les poblacions més properes.